# Township Rollers FC
Der Township Rollers Football Club ist ein Fußballverein aus Gaborone, Botswana. Aktuell spielt der Verein in der höchsten Liga, der Botswana Premier League.

## Geschichte
Der Verein wurde 1961 gegründet und ist der erfolgreichste seines Landes. Er hat aktuell zwölf nationale Meisterschaften sowie sechs nationale Challenge-Cup-Titel gewonnen. Dadurch konnte er sich mehrmals für die afrikanischen Wettbewerbe qualifizieren, scheiterte jedoch immer in der ersten Spielrunde. Erst 2006 konnte er im Confederation Cup bis in die zweite Spielrunde vordringen.

## Stadion
Der Verein trägt seine Heimspiele im Botswana National Stadium in Gaborone aus. Das Stadion hat ein Fassungsvermögen von 22.500 Personen.

## Erfolge
- Botswanischer Meister: 1979, 1980, 1982, 1983, 1984, 1985, 1987, 1995, 2005, 2010, 2011, 2014, 2016, 2017, 2018, 2019

- Botswanischer Pokalsieger: 1979, 1993, 1994, 1996, 2005, 2010

## Statistik in den CAF-Wettbewerben
| Wettbewerb                          | Runde         | Gegner                            | Hinspiel | Rückspiel           |  |
| ----------------------------------- | ------------- | --------------------------------- | -------- | ------------------- |  |
|                                     |               |                                   |          |                     |  |
| African Cup Winners’ Cup 1980       | 1. Runde      | TP Mazembe                        | 2:2 (H)  | 1:4 (A)             |  |
| African Cup of Champions Clubs 1981 | 1. Runde      | Shooting Stars                    | 1:7 (A)  | 2:0 (H)             |  |
| African Cup of Champions Clubs 1983 | Qualifikation | Highlanders FC                    | 1:2 (A)  | 0:1 (H)             |  |
| African Cup of Champions Clubs 1984 | Qualifikation | Lesotho Paramilitary Force        | 0:2 (H)  | 1:1 (A)             |  |
| African Cup of Champions Clubs 1985 | 1. Runde      | AS Bilima                         | 0:3 (A)  | 0:1 (H)             |  |
| African Cup of Champions Clubs 1988 | Qualifikation | Manzini Wanderers                 | 0:2 (A)  | 1:4 (H)             |  |
| African Cup Winners’ Cup 1994       | Qualifikation | Eleven Men in Flight FC           | 1:3 (A)  | 2:1 (H)             |  |
| African Cup Winners’ Cup 1995       | 1. Runde      | Kabwe Warriors                    | 2:1 (H)  | 1:4 (A)             |  |
| African Cup of Champions Clubs 1996 | Qualifikation | Black Africa FC                   | 2:1 (H)  | 0:4 (A)             |  |
| African Cup Winners’ Cup 1997       | Qualifikation | Lerotholi Polytechnic FC          | 0:2 (A)  | 1:0 (H)             |  |
| CAF Confederation Cup 2006          | Qualifikation | Super Magic Brothers              | 2:0 (A)  | 1:0 (H)             |  |
|                                     | 1. Runde      | ZESCO United                      | 1:2 (A)  | 2:0 (H)             |  |
|                                     | 2. Runde      | GD Interclube                     | 1:1 (H)  | 0:1 (A)             |  |
| CAF Champions League 2011           | Qualifikation | GD Interclube                     | 0:3 (A)  | 0:3 (H)             |  |
| CAF Champions League 2015           | Qualifikation | Kaizer Chiefs                     | 1:2 (A)  | 0:1 (H)             |  |
| CAF Champions League 2017           | Qualifikation | CNaPS Sport                       | 1:2 (A)  | 3:2 (H)             |  |
| CAF Champions League 2018           | Qualifikation | al-Merreikh Omdurman              | 3:0 (H)  | 1:2 (A)             |  |
|                                     | 1. Runde      | Young Africans SC                 | 2:1 (A)  | 0:0 (H)             |  |
|                                     | Gruppe A      | Kampala Capital City Authority FC | 1:0 (H)  | 0:1 (A)             |  |
|                                     | Gruppe A      | Espérance Tunis                   | 1:4 (A)  | 0:0 (H)             |  |
|                                     | Gruppe A      | al Ahly SC                        | 0:3 (A)  | 0:1 (H)             |  |
| CAF Champions League 2018/19        | Qualifikation | Bantu FC                          | 1:1 (H)  | 1:1 (A) (2:4 n. E.) |  |
| CAF Champions League 2019/20        | Qualifikation | Young Africans SC                 | 1:1 (A)  | 0:1 (H)             |  |